# ویتالی دیویدوف
ویتالی دیویدوف (به روسی: Давыдов Виталий - Vitaly Davydov) ورزشکار مرد رشتهٔ هاکی روی یخ اهل کشور اتحاد جماهیر شوروی است. وی در بین سال‌های ‎۱۹۶۴ تا ۱۹۷۲ میلادی در مسابقات بازی‌های المپیک زمستانی در مجموع ۳ مدال طلا را کسب کرد.